# Kate Campbell Hurd-Mead

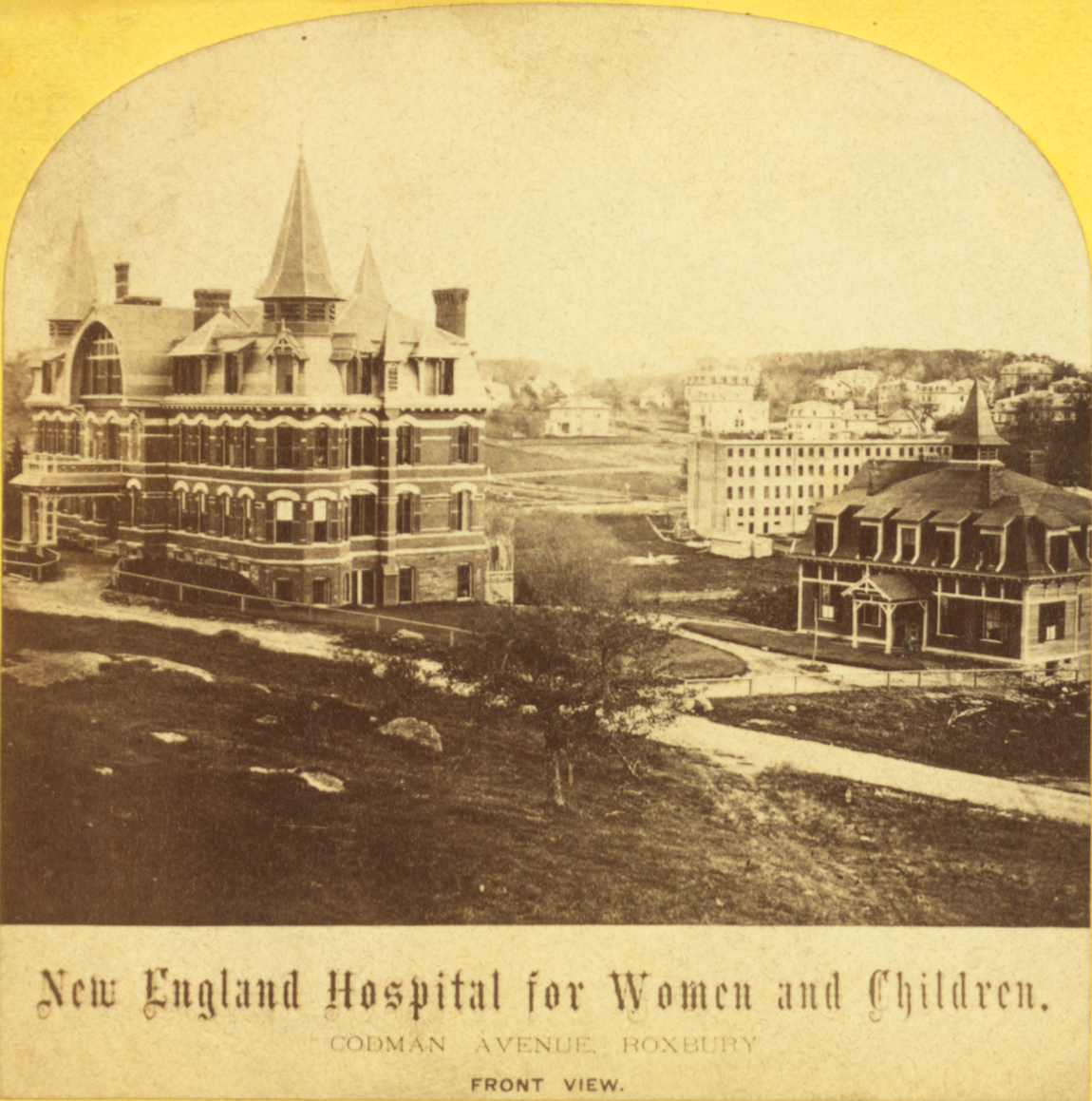
New England Hospital for Women and Children

Kate Campbell Hurd-Mead (Danville, Quebec, Canadá,  6 de abril de 1867 - Haddam, Connecticut, Estados Unidos, 1 de enero de 1941) fue una feminista y pionera obstetra que promovió el papel de la mujer en la medicina. Escribió Una historia de la mujer en la medicina: desde los primeros tiempos hasta el comienzo del siglo XIX en 1938.

## Biografía
Hurd-Mead era la mayor de los tres hijos del médico Edward Payson Hurd y Sarah Elizabeth (Campbell) Hurd. En 1870, la familia se trasladó a Newburyport, Massachusetts, donde asistió a la escuela pública. Decidió estudiar medicina por respeto a la carrera de su padre como médico y siguiendo el consejo de la médica, la doctora Mary Putnam Jacobi. Estudió en la Drexel University College of Medicine en 1885, donde se graduó en 1888. Se convirtió en pasante en el New England Hospital for Women and Children en Boston, con la doctora Marie Elizabeth Zakrzewska. Realizó trabajo posdoctoral en París, Estocolmo y Londres.
A su regreso a Estados Unidos en 1890, se convirtió en directora médica de la Bryn Mawr School en Baltimore, donde instituyó el innovador programa de salud preventiva de la escuela, que incluía educación física y exámenes médicos periódicos. Con la doctora Alice Hall, cofundó el Dispensario para mujeres y niñas que trabajan, la primera institución en Baltimore en emplear a mujeres médicas. Fue una gran defensora de los nuevos modelos de higiene materna y bienestar infantil.
En 1893, se casó con William Edward Mead, profesor de inglés en la Universidad Wesleyan, y se trasladaron a Middletown, Connecticut, con el fin de estar cerca de su universidad.
Hurd-Mead fue uno de los fundadores y consultor ginecólogo del Hospital del Condado de Middlesex en Connecticut desde 1907 hasta su retiro en 1925.
También ayudó a organizar la Asociación de Enfermeras del Distrito de Middletown (1900), fue vicepresidenta de la Sociedad Médica Estatal de Connecticut (1913-1914), presidenta de la Asociación Americana de Mujeres Médicas y organizadora de la Asociación Internacional de Médicas (1919). 
En una reunión del Johns Hopkins Historical Club en 1890, se interesó por la historia de las mujeres médicas, tema que investigó hasta publicar Medical Women of America (1933) y en 1938 la primera historia completa del papel de la mujer en la medicina, Una historia de la mujer en la medicina: desde los primeros tiempos hasta el comienzo del siglo XIX.
Ella abogó por la existencia real de Trotula, la doctora siciliana de la Edad Media, que algunos historiadores habían tratado de argumentar que no era una persona real sino un nombre para una colección de obras.
La Dra. Hurd-Mead murió a la edad de 73 años en un incendio forestal cerca de su casa al sufrir un infarto mientras intentaba ayudar a su cuidador, quien también murió en el incendio.

## Otras lecturas
- Appel, Toby A. (2014). «Writing Women into Medical History in the 1930s: Kate Campbell Hurd-Mead and "Medical Women" of the Past and Present». Bulletin of the History of Medicine 88 (3): 457-92. ISSN 1086-3176. PMID 25345770. S2CID 40271354. doi:10.1353/bhm.2014.0050. Consultado el 7 de febrero de 2025.

- Datos: Q6375411
- Multimedia: Kate Campbell Hurd-Mead / Q6375411